# Rio Santa Maria da Vitória
Rio Santa Maria da Vitória är ett vattendrag i Brasilien.   Det ligger i delstaten Espírito Santo, i den sydöstra delen av landet, 900 km sydost om huvudstaden Brasília.